# Anacoracidae
Az Anacoracidae a porcos halak (Chondrichthyes) osztályába és a heringcápa-alakúak (Lamniformes) rendjébe tartozó fosszilis család.

## Tudnivalók
Az Anacoracidae nevű cápacsalád a kréta időszak ősóceánjainak egyik ragadozócsoportja volt. A közéjük tartozó Squalicorax-fajok, idejüknek a legelterjedtebb és legközönségesebb cápái voltak.

## Rendszerezés
A családba az alábbi 5 nem tartozik:
- Nanocorax
- Ptychocorax
- Scindocorax
- Squalicorax Whitley, 1939
- Telodontaspis Underwood & Cumbaa, 2010

2012-ig, mivel a fogaik igen hasonlítottak, ebbe a családba két másik nem is tartozott - a Galeocorax és a Pseudocorax -, de Henri Cappetta a kutatásai után kivonta ezeket innen és áthelyezte a nekik újonnan megalkotott Pseudocoracidae nevű cápacsaládba.

### Fordítás
- Ez a szócikk részben vagy egészben  az   Anacoracidae című angol Wikipédia-szócikk ezen változatának fordításán alapul.  Az eredeti cikk szerkesztőit annak laptörténete sorolja fel. Ez a jelzés csupán a megfogalmazás eredetét és a szerzői jogokat jelzi, nem szolgál a cikkben szereplő információk forrásmegjelöléseként.